# Cantone di Neste, Aure et Louron
Il Cantone di Neste, Aure et Louron è una divisione amministrativa dell'arrondissement di Bagnères-de-Bigorre.
È stato costituito a seguito della riforma approvata con decreto del 25 febbraio 2014, che ha avuto attuazione dopo le elezioni dipartimentali del 2015.

## Composizione
Comprendeva inizialmente 63 comuni, ridottisi a 62 dal 1º gennaio 2016 per effetto della fusione del comune di Armenteule con il comune di Loudenvielle:
- Adervielle-Pouchergues
- Ancizan
- Aragnouet
- Ardengost
- Arreau
- Aspin-Aure
- Aulon
- Avajan
- Avezac-Prat-Lahitte
- Azet
- Bareilles
- Barrancoueu
- La Barthe-de-Neste
- Bazus-Aure
- Bazus-Neste
- Beyrède-Jumet
- Bordères-Louron
- Bourisp
- Cadéac
- Cadeilhan-Trachère
- Camous
- Camparan
- Capvern
- Cazaux-Debat
- Cazaux-Fréchet-Anéran-Camors
- Ens
- Escala
- Esparros
- Estarvielle
- Estensan
- Fréchet-Aure
- Gazave
- Génos
- Germ
- Gouaux
- Grailhen
- Grézian
- Guchan
- Guchen
- Hèches
- Ilhet
- Izaux
- Jézeau
- Labastide
- Laborde
- Lançon
- Lortet
- Loudenvielle
- Loudervielle
- Mazouau
- Mont
- Montoussé
- Pailhac
- Ris
- Sailhan
- Saint-Arroman
- Saint-Lary-Soulan
- Sarrancolin
- Tramezaïgues
- Vielle-Aure
- Vielle-Louron
- Vignec